# Robot cilíndric

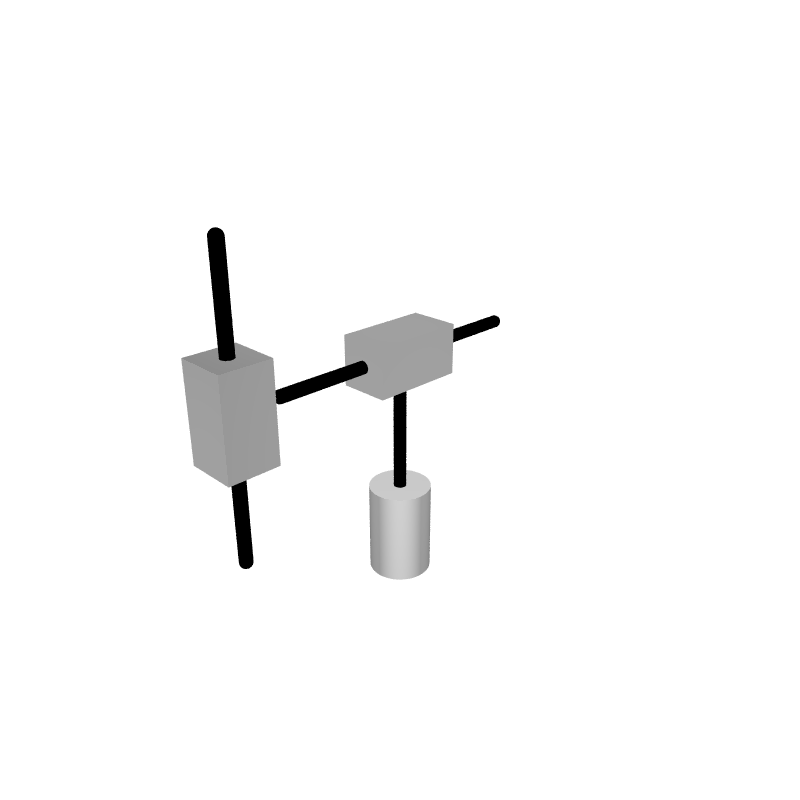
Representació en 3D d'un robot cilíndric de tipus RPP.

Un robot cilíndric és un robot industrial format per una articulació de revolució, generalment la primera, i dues articulacions prismàtiques, amb l'eix de rotació i les direccions de translació disposades seguint un sistema de coordenades cilíndriques.
Aquest tipus de robot ofereix una estructura molt rígida, fàcil de programar i molt apta per accedir a cavitats. Per altra banda, un desavantatge d'aquesta configuració és la necessitat d'espai al darrere del braç per quan l'última articulació prismàtica retrocedeix.
Aquests robots són particularment adequats per subministrar altres màquines o aplicacions de col·locació en general. Es fan servir majoritàriament a l'Àsia on generalment s'empren a la producció electrònica, amb un 90% dels robots cilíndrics treballant en aquest sector. Tot i això al Japó també s'han usat a l'agricultura, per exemple recollint maduixes. Segons la Federació Internacional de Robòtica, l'any 2013, els robots cilíndrics ocupaven una quota de mercat del dos per cent sobre el total de robots industrials venuts.

## Cinemàtica
Les equacions de la cinemàtica directa d'un manipulador cilíndric es poden deduir seguint el conveni de Denavit-Hartenberg. A la imatge adjunta hi ha l'abstracció d'un manipulador cilíndric RPP. Es pot establir l'origen de coordenades a la base, a l'articulació número 0. La direcció de l'eix z ha de seguir l'element, mentre que els eixos x i y són arbitraris seguint la regla de la mà dreta.

Assignació del sistema de coordenades a cada articulació, seguint el conveni de Denavit-Hartenberg, per un manipulador cilíndric RPP.

Com que els eixos z0 i z1 coincideixen es poden col·locar les següents coordenades a l'articulació 1, seguint el mateix raonament. Finalment, l'últim origen de coordenades se situa a la intersecció de z₂ i z1, la direcció i sentit de x₂ es tria en paral·lel a x1 per aconseguir que θ₂ s'anul·li.
Amb els sistemes de coordenades assignats, es pot definir la taula amb els paràmetres de Denavit-Hartenberg, on els valors marcats amb un asterisc són les distàncies o angles variables:
| Element | ai | αi  | di  | θi  |
| ------- | -- | --- | --- | --- |
| 1       | 0  | 0   | d1  | θ1* |
| 2       | 0  | -90 | d₂* | 0   |
| 3       | 0  | 0   | d₃* | 0   |

Aleshores, les matrius de transformació homogènies per cada articulació són:
{\displaystyle A_{1}^{0}(\theta _{1})={\begin{bmatrix}c_{1}&-s_{1}&0&0\\s_{1}&c_{1}&0&0\\0&0&1&d_{1}\\0&0&0&1\end{bmatrix}}}
{\displaystyle A_{2}^{1}(d_{2})={\begin{bmatrix}1&0&0&0\\0&0&1&0\\0&-1&0&d_{2}\\0&0&0&1\end{bmatrix}}}
{\displaystyle A_{3}^{2}(d_{3})={\begin{bmatrix}1&0&0&0\\0&1&0&0\\0&0&1&d_{3}\\0&0&0&1\end{bmatrix}}}
Així, les equacions de la cinemàtica directa són:
{\displaystyle T_{3}^{0}(q)=A_{1}^{0}\cdot A_{2}^{1}\cdot A_{3}^{2}={\begin{bmatrix}c_{1}&0&-s_{1}&-s_{1}d_{3}\\s_{1}&0&c_{1}&c_{1}d_{3}\\0&-1&0&d_{1}+d_{2}\\0&0&0&1\end{bmatrix}}}
On {\displaystyle q=[\theta _{1},d_{2},d_{3}]^{T}}.
Per altra banda, la solució de la cinemàtica inversa permet calcular quins angles i distàncies han de recórrer les articulacions per tal d'arribar a una posició del terminal donada. Així, la posició final del terminal és donada com a O₃=[x₃,y₃,z₃] i s'ha de determinar l'angle θ1 i les distàncies d₂ i d₃ per tal d'assolir la posició.
Per un robot cilíndric es pot trobar de forma geomètrica. Observant el tercer element des de dalt es pot determinar l'angle:
{\displaystyle \theta _{1}=atan2(y_{3},x_{3})}
Com que l'única articulació que afecta a l'eix y és d₂, també és immediat que:
{\displaystyle d_{2}=z_{c}-d_{1}}
I finalment, per trobar com s'ha d'estendre l'articulació d₃ es pot aplicar el teorema de Pitàgores al triangle format vist des de dalt:
{\displaystyle d_{3}={\sqrt {x_{3}^{2}+y_{3}^{2}}}}
Matemàticament la solució presentada no és única. Hi ha una segona solució que consisteix a rotar la base en sentit contrari a la posició final del terminal i fer anar enrere el tercer element fins a arribar a la posició final. Tot i que teòricament també s'assoliria la posició, a la realitat podria ser impossible depenent de les limitacions mecàniques del robot.
{\displaystyle \theta _{1}=atan2(-y_{3},-x_{3})}
{\displaystyle d_{3}=-{\sqrt {x_{3}^{2}+y_{3}^{2}}}}